# Jahn Teigen

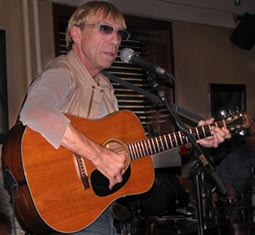
Jahn Teigen
Imagem: Profero 2002

Jahn Teigen (Tønsberg, 27 de setembro de 1949 – Ystad, 24 de fevereiro de 2020) foi um cantor norueguês.
Representou a Noruega no Festival Eurovisão da Canção por três vezes: em 1978, 1982 e 1983. Em  1978 com a canção Mil etter mil (Milha após milha) obteve o último lugar com  (0 pts). Malgrado, essa classificação, Teigen é um cantor famoso na Noruega, tendo gravado vários álbuns.
Em  1982 cantou Adieu em dueto com Anita Skorgan (12.º lugar). Em 1983 interpretou  a melodia  Do re mi que obteve o 9º lugar.

## Vida pessoal
Foi casado com Anita Skorgan, uma cantora e compositora famosa norueguesa, tendo o casal a filha em comum Sara Skorgan Teigen, nascida em 1984 e é hoje uma conceituada fotógrafa, nomeadamente na concepção de capas de álbuns musicais.

## Morte
Morreu no dia 24 de fevereiro de 2020, aos 70 anos.

## Discografia

### Popol Vuh

#### Álbuns
- Popol Vuh (1973)
- Quiche Maya (1974)

### Popol Ace

#### Álbum
- Stolen From Time (1974)
- Popoloddities (2003) Popol Ace Live!

##### Best of
- Popol Ace (1975)
- Cat of 9 Tales (1994)

### Jahn Teigen

#### Singles
- Mil etter mil (1978)
- Jeg gi'kke opp (1978)
- Har du lyst på litt mer (1979)
- Ja (1980)
- Bli bra igjen (1982)
- Do re mi (1983)
- Glastnost (1988)
- Slå på ring (1988)
- Optimist (1989)
- I skyggen av en drøm (1990)
- Gi meg fri (1992)
- Ensom natt (1993)

#### Álbuns
- Teigens tivoli (1977)
- This Year's Loser (1978)
- En dags pause (1979)
- Mentalkrem (1980)
- Klar dag/Instamatik (1982)
- Klovn uten scene (1988)
- Esilio paradiso (1992)
- Rondo (1993)
- Lys (1996)
- Magnet (2000)
- Utkledd som meg selv (2004)

##### Colecção de álbuns
- 67-76 (1976)
- All We Have Is The Past (1980)
- Hopp 78-83 (1983)
- Jahn Teigen (1989)
- Jahn Teigens beste: Litt av historien (1994)
- Fra null til gull (2004)

### Prima Vera

#### Albums
- Prima Vera (1978)
- Brakara (1978)
- Salmer og sanger vi gjerne hiver (1979)
- Den 5te (1981)
- Fisle Narrepanne i Tyrol (1981)
- Ha ha he he ho de gærne har'e godt (1982)
- Her kommer Olavs menn (1983)
- The Prima Vera Show (1999)

##### Álbuns de cole(c)ção
- The best of EBBA (1980)
- Absolute Prima Vera (1994)

### Jahn Teigen & Anita Skorgan

#### Single
- Adieu (1982)
- Friendly (1983)

#### Álbuns
- Cheek To Cheek (1983)